# Carlo Nicoli
Carlo Nicoli, attribuito anche come Carlo Nicoli Manfredi (Carrara, 4 ottobre 1843 – Avenza, 2 novembre 1915), è stato uno scultore italiano, fondatore degli studi Nicoli.

## Biografia
Carlo Nicoli nasce il 4 ottobre 1843 a Carrara da Tito, scultore, e Carlotta Manfredi. Dal 1860 al 1864 studia all'Accademia di Belle Arti di Carrara per poi andare a perfezionarsi all'Accademia di Firenze sotto la guida di Giovanni Dupré. Nel 1868 realizza il Mendicante che vince la medaglia d'oro nell'Esposizione artistica di Firenze. Nel 1863 fonda gli Studi Nicoli come ditta individuale per le proprie attività.
Tornato a Carrara, viene nominato professore onorario dell'Accademia. Nel 1876 inaugura i nuovi laboratori in zona San Francesco, attivi ancora oggi. Sempre nel 1876 gli viene commissionata una statua di Miguel de Cervantes dalla città natale di Alcalà de Henares. Nicoli mantiene forti legami con la Spagna, grazie anche alla presenza dello zio Pietro a Madrid. In Spagna realizza il gruppo marmoreo con La Virtù che difende l'innocenza contro il vizio e tre statue de la Fortuna, l'Amazzone Minerva. Nel 1877 viene insignito dell'Ordine di Carlo III dal re Alfonso XII. Nel 1878 diventa accademico onorario alla Real Academia de Bellas Artes de San Fernando.
Negli anni Ottanta la sua produzione grazie ai suoi studi assume una dimensione globale: le commissioni arrivano da Argentina, Australia, Brasile (il Monumento alla memoria della cacciata dei Portoghesi a Salvador), Messico (l'altare della Chiesa di Nostra Signora di Guadalupe), Regno Unito, Spagna, Stati Uniti, Sudafrica e Uruguay.
Nel 1885 diventa professore ordinario di scrittura all'Accademia di Carrara. Nicoli stringe legami di amicizia e collaborazione con altri importanti artisti del suo tempo, che frequentavano i suoi studi, tra cui André-Joseph Allar, Leonardo Bistolfi e Ettore Ximenes.
Nella sua città realizza il monumento a Garibaldi nel 1889 e il monumento ad Antonio Fratti nel 1902. Nel 1895 ricopre il ruolo di sindaco pro tempore. Muore il 2 novembre 1915 nel suo vigneto al Belvedere di Avenza.

## Galleria d'immagini

Alcune opere di Carlo Nicoli
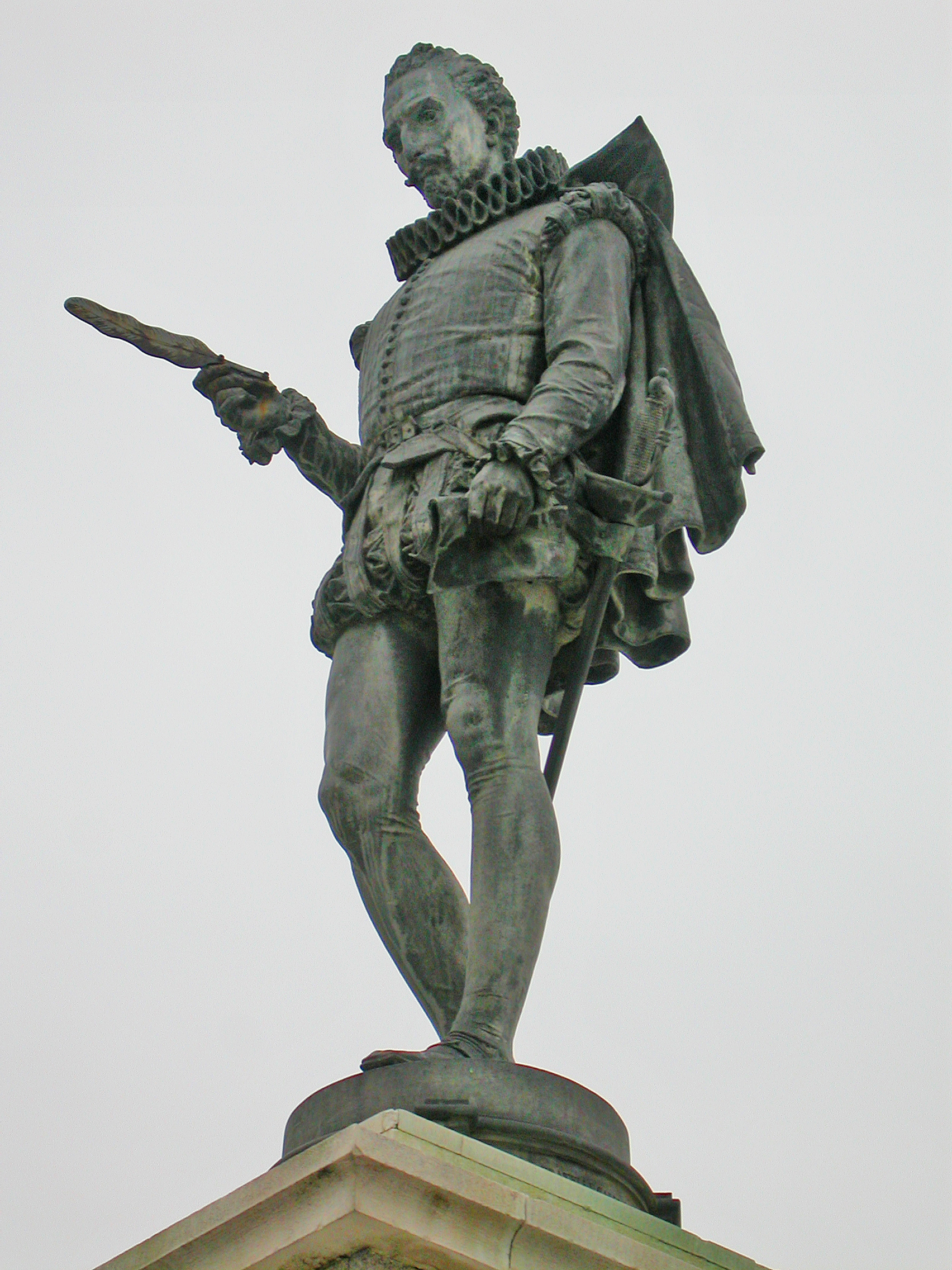
Statuta di Cervantes nella piazza di Alcalà de Henares (1876)
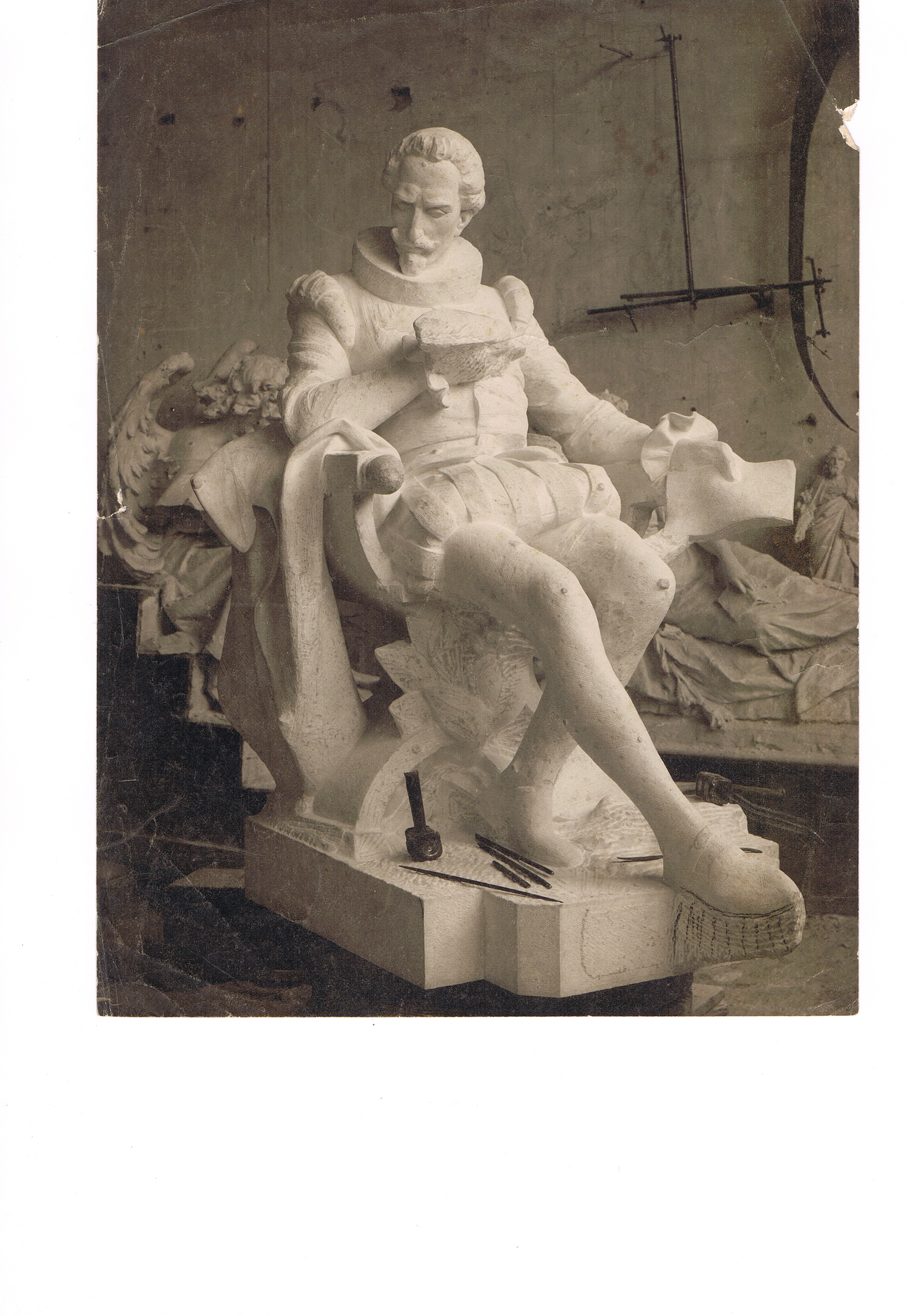
Cervantes sedente (1878)
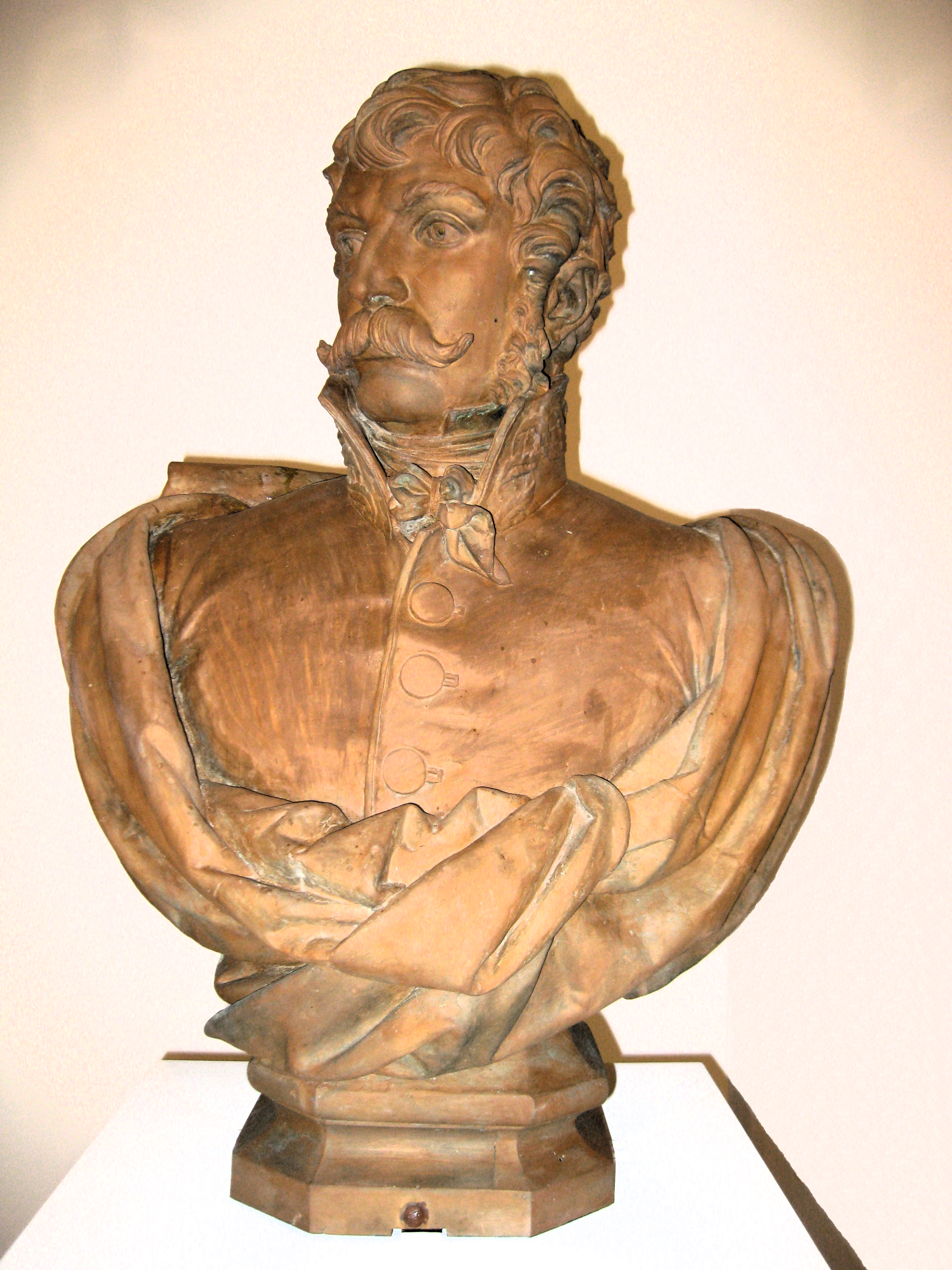
El Empecinado (Juan Martín Díez) (1880)
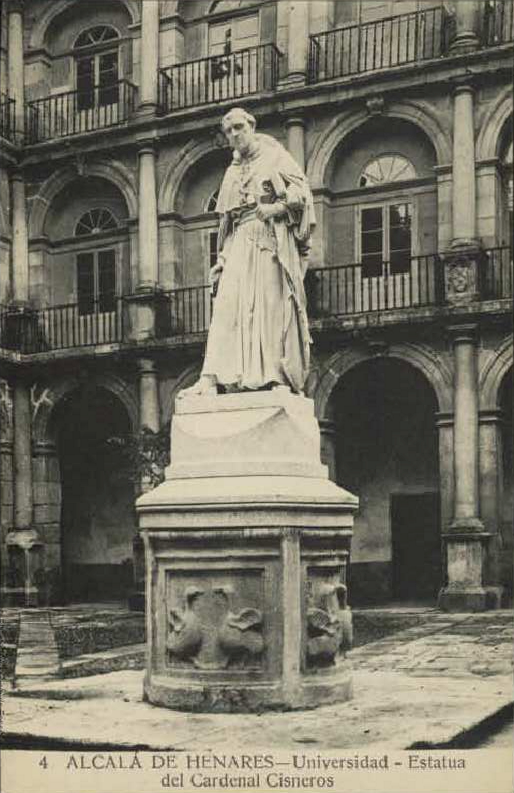
Francisco Jiménez de Cisneros (1881)
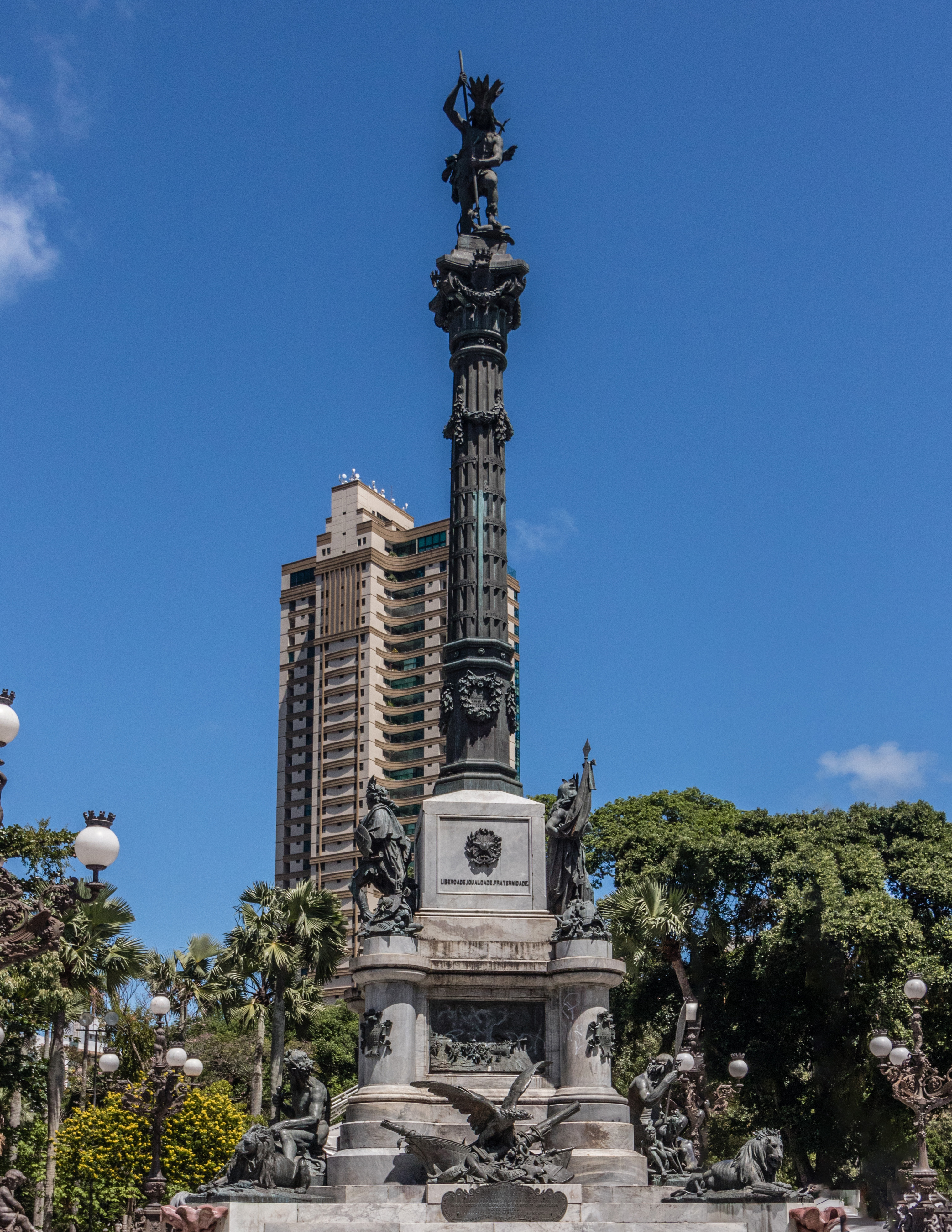
Monumento al Caboclo a Salvador de Bahia